# Intel Quark

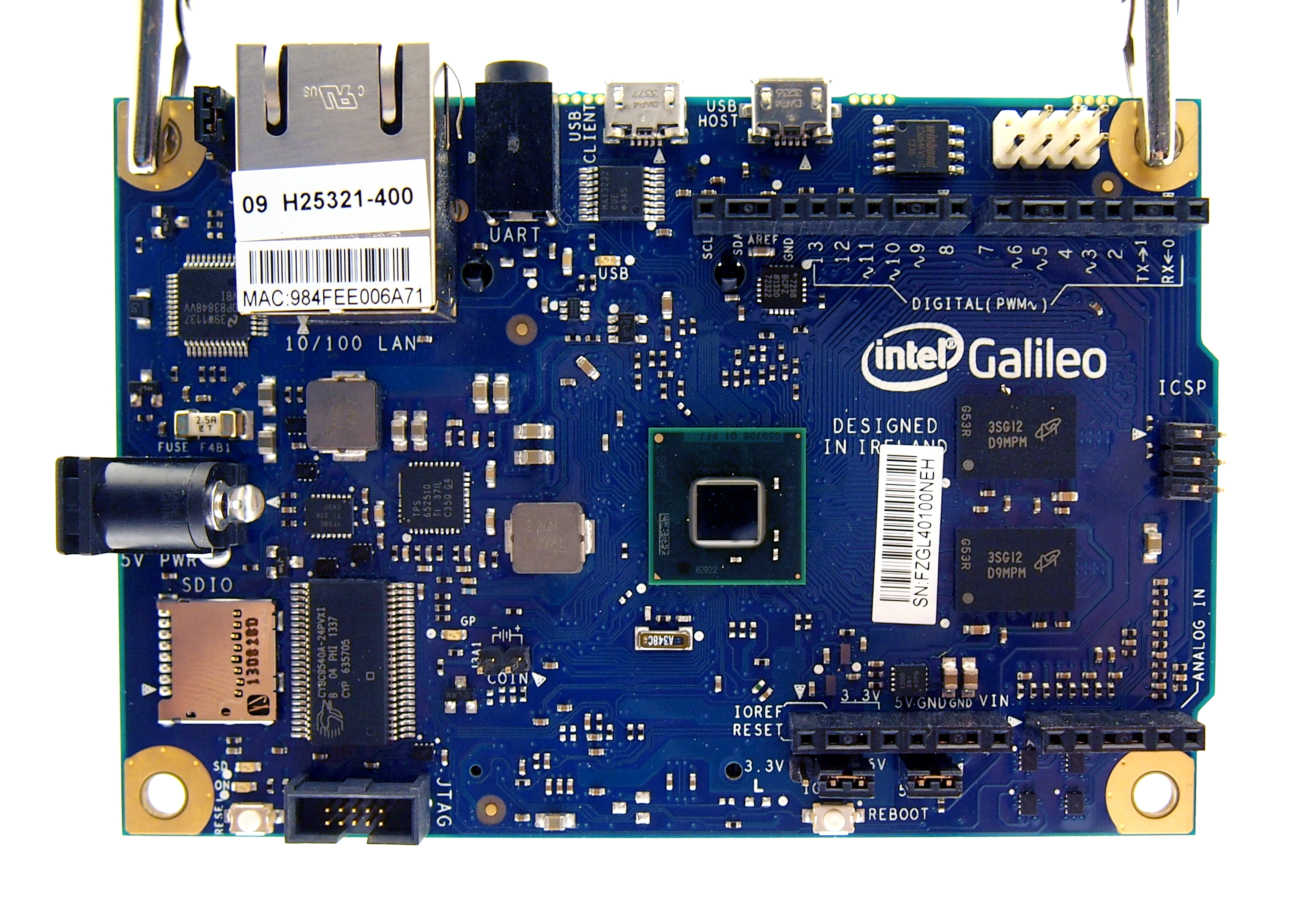
Intel Galileo/Quark-CPU

Az Intel Quark az Intel cég egy 32 bites x86 architektúrájú egylapkás rendszer (system-on-a-chip, SoC) sorozata, amelyet kifejezetten kis méretűre és nagyon alacsony fogyasztásúra terveztek, amivel az újabb piacokat, ezen belül is a hordható eszközök szegmensét célozták meg. A termékvonalat 2013-ban mutatták be. A csipek kisebbek, fogyasztásuk alacsonyabb, egyben kisebb teljesítményűek is, mint az Atom processzorok, ezenkívül nem tartalmaznak kiegészítő utasításkészleteket, mint például az MMX, SSE, és csak  beágyazott operációs rendszert képesek futtatni, például a Linux.
Ilyen csip hajtja az Intel Galileo fejlesztői mikrovezérlő kártyát is.
A sorozat első tagja az egymagos X1000 SoC, amelynek maximális órajelfrekvenciája 400 MHz; ezt a 2013-as IDF rendezvényen mutatták be. A rendszer számos interfészt tartalmaz, van benne PCIe, SPI, I2C, Fast Ethernet, USB 2.0, SDIO, PMC, és GPIO, ezen felül beágyazott, csipre integrált 512 KiB eSRAM és szintén integrált DDR3 memóriavezérlő is.

## Fordítás
Ez a szócikk részben vagy egészben  az   Intel Quark című angol Wikipédia-szócikk ezen változatának fordításán alapul.  Az eredeti cikk szerkesztőit annak laptörténete sorolja fel. Ez a jelzés csupán a megfogalmazás eredetét és a szerzői jogokat jelzi, nem szolgál a cikkben szereplő információk forrásmegjelöléseként.